# Nitrato d'argento

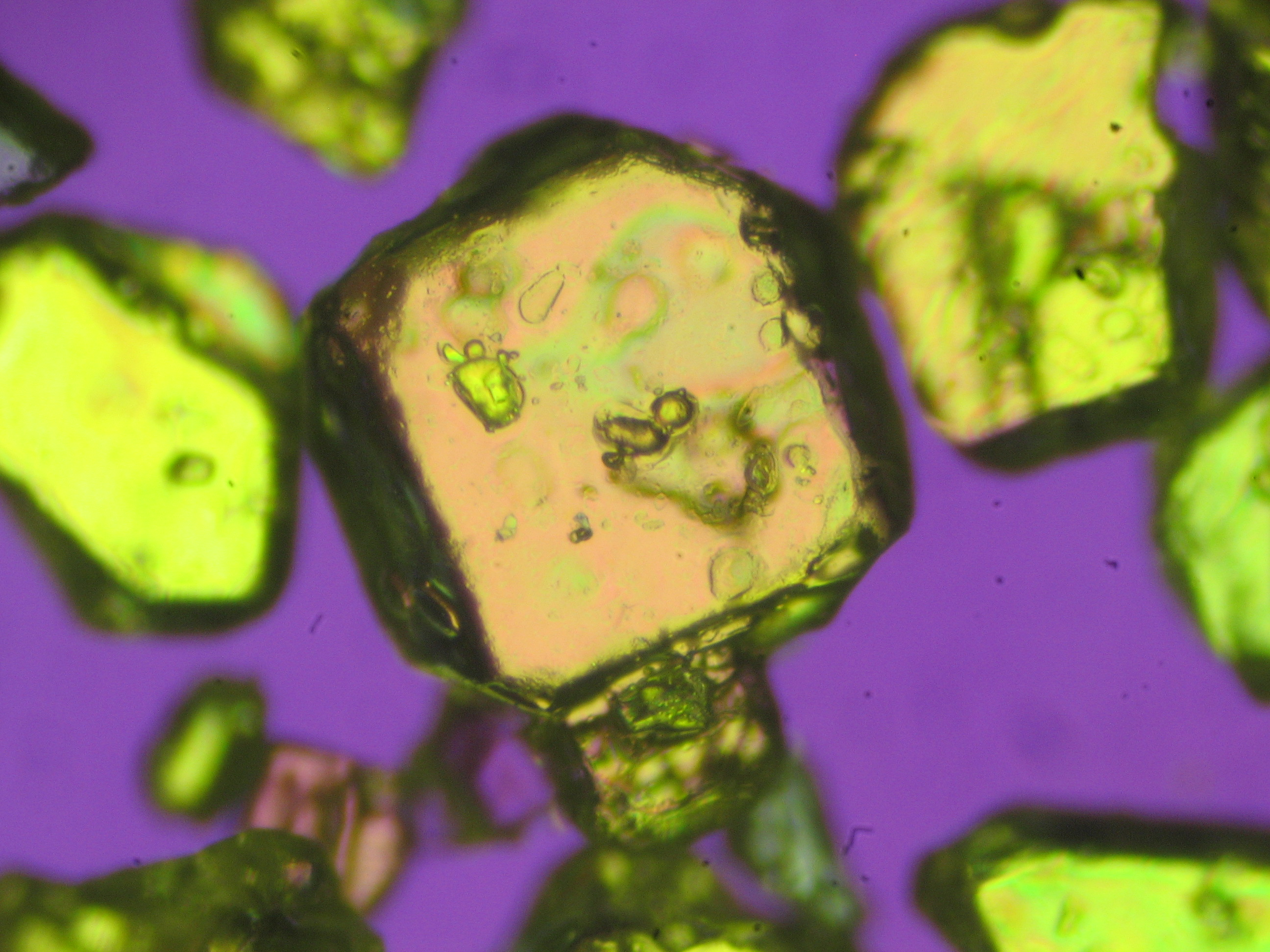
Cristalli di nitrato d'argento al microscopio

Il nitrato d'argento è il sale di argento dell'acido nitrico, di formula AgNO3.
A temperatura ambiente si presenta come una polvere cristallina incolore molto solubile in acqua, cui impartisce una reazione blandamente acida: il pH di una soluzione di 100 g in un litro d'acqua a 20 °C è compreso tra 5,4 e 6,4; è infatti un composto HS, secondo la moderna teoria Hard-Soft della dissociazione acido base (Teoria HSAB secondo Ralph Pearson, 1968). È abbastanza solubile anche in etanolo (20,8 g/L a temperatura ambiente).

## Preparazione
Si ottiene sciogliendo l'argento metallico nell'acido nitrico ed evaporando la soluzione. Esposto alla luce solare diretta tende a decomporsi liberando argento metallico, se contenente impurità; tale caratteristica è propria anche degli alogenuri di argento: AgCl, AgBr, AgI che risultano, dal cloro verso lo iodio, sempre più fotosensibili. Questo fenomeno è sfruttato in fotografia (sia negativi che stampe a colori) ed è alla base delle macchie grigie e nere che l'argento nitrato lascia sulla pelle per contatto.

## Usi

### Fotografia
Nella pellicola fotografica in bianco e nero o a colori, microscopiche particelle di alogenuro d'argento (ottenute per reazione controllata tra nitrato d'argento e sali alogenuri) sono poste in dispersione di gelatina animale, a sua volta stesa su un supporto polimerico – poliestere (in genere per il radiografico) o acetato di cellulosa (per il negativo b/n e colore) – oppure di carta o cartoncino (per le carte fotografiche). I fotoni della luce solare (o i raggi X o gamma) sono in grado di rimuovere per impatto elettroni dalle molecole di alogenuro d'argento, decomponendo il sale e formando regioni di argento metallico, reso visibile e successivamente fissato attraverso lo sviluppo della pellicola.

#### Produzione domestica dell'emulsione di nitrato d'argento
Questo metodo consente di preparare un'emulsione di nitrato d'argento per poter stampare fotografie analogiche su diversi supporti mediante l'utilizzo dell'ingranditore.
Per 200 cc di emulsione sono necessari:
1. Reagente a base di gelatina da laboratorio: 16 g
2. bromuro di potassio: 10 g
3. nitrato d'argento: 10 g
4. acqua distillata: 2 L
5. acido nitrico: alcune gocce

Sciogliere i 16 g di gelatina in 100 mL di acqua distillata utilizzando un recipiente di vetro resistente al calore (becher), scaldando il composto fino a raggiungere la temperatura di 40 °C e curando che la gelatina sia sciolta perfettamente aiutandosi con una bacchetta di vetro.
In un altro contenitore sciogliere 10 g di bromuro di potassio in 50 mL di acqua distillata, mescolare e unire al composto preparato precedentemente.
Operando con luce inattinica sciogliere in un altro contenitore 10 g di nitrato d'argento con 50 mL di acqua distillata tiepida aggiungendo due gocce di acido nitrico; ora utilizzando un contenitore di vetro resistente al calore mescoliamo le tre soluzioni portando l'emulsione alla temperatura di 40 °C per circa due ore. Da questo momento il nitrato d'argento è sensibile alla luce normale. Trascorse le due ore lasciare raffreddare in un contenitore a tenuta di luce e riporre il tutto in frigorifero.
Dopo qualche ora la gelatina sarà solidificata; per “lavare” il composto ottenuto, operando sempre in luce rossa aggiungere, 300 mL di acqua distillata e quindi rimuoverli versandoli fuori dalla bottiglia, su cui avremo posto una garza per trattenere l'emulsione gelatinosa. L'operazione di lavaggio viene eseguita altre due volte a distanza di uno e due giorni. Trascorsi i due giorni l'emulsione si presenta in forma gelatinosa e necessita di essere scaldata a bagnomaria alla temperatura di 40 °C per poterla distribuire sui supporti. Si consiglia di dividerla in piccoli contenitori a tenuta di luce per non dover ogni volta scaldare l'intera emulsione.
Operando in luce rossa, una volta sciolta la si stende con un pennello sul supporto, una superficie leggermente ruvida e esente da polvere; la stesa va effettuata con due-tre mani incrociate, da lasciar asciugare nel buio completo per 4–5 ore. Ora il supporto è fotosensibile: si impressiona sotto l'ingranditore e si sviluppa con le normali soluzioni utilizzate per la camera oscura.

### Uso medico e veterinario
Il nitrato d'argento viene utilizzato anche in campo medico come trattamento contro le epistassi. Grazie a esso infatti, si riesce a cauterizzare in modo pratico i capillari lesionati o rotti. Inoltre è pratica usuale dei barbieri munirsi di stick a base di nitrato d'argento per cauterizzare piccole ferite dovute alla rasatura. Viene anche utilizzato con estrema cautela per eliminare i porri della cute.
Il nitrato d'argento in soluzione diluita (1%) ha trovato impiego anche come antisettico: messo in gocce negli occhi dei neonati viene utilizzato per trattare le congiuntiviti perinatali da Neisseria gonorrhoeae.
In una forma nota come pietra infernale o caustico lunare viene usata in medicina e veterinaria per cauterizzare ferite infette. Il nitrato d'argento cristallizzato viene fuso con altri sali e colato in forma di bastoncini o coni che si presentano di colore bianco o grigiastro. La forma "mitigata" contiene da un quarto a un terzo di nitrato di potassio (KNO3), mentre per quella "dura" si utilizza un 2-5% di cloruro di piombo (PbCl2) o di cloruro d'argento (AgCl).
In odontoiatria è ampiamente utilizzato in otturazioni profonde, per esempio a seguito di devitalizzazione dentaria, per sigillare il dente e prevenire nuove formazioni cariose.

### Chimica analitica
Trova impiego in chimica analitica nell'argentometria, tecnica spesso utilizzata per l'analisi degli alogenuri, sfruttando la bassa solubilità degli alogenuri di argento (AgI (Ksp 1,5 · 10−16), AgBr  (Ksp 3,3 · 10−13) e AgCl (Ksp 1,8 · 10−10)), che precipitano dalla soluzione acquosa nell'ordine suddetto e che hanno colore differente (AgCl bianco, AgBr giallo chiaro e AgI giallo).
Viene impiegato per controllare la purificazione dell'acqua deionizzata (acqua pura senza sali disciolti, usata nei laboratori chimici).

## Pericolosità
Il nitrato d'argento disciolto in acqua forma una soluzione perfettamente limpida e incolore. Se questa soluzione viene a contatto con la pelle può provocare ustioni (indicazione di rischio da etichetta). Se una soluzione di nitrato d'argento viene a contatto con pelle o tessuti, provoca dopo alcune ore, la comparsa di tipiche macchie marroni, che tuttavia, nel caso della pelle scompaiono spontaneamente nel giro di una decina di giorni, dato il rapido ricambio cellulare. Si dice invece che un sistema per smacchiare i tessuti, usato da chi lavora con questo sale, sia il lavaggio per tamponamento della macchia con una soluzione di ioduro di potassio e ammoniaca. In combinazione con l'ammoniaca, se la soluzione viene lasciata reagire a lungo, sviluppa un precipitato altamente esplosivo, pertanto è buona norma non conservare mai tali soluzioni, ma piuttosto prepararle fresche solo al momento dell'uso e smaltirle subito dopo, trattandole con acidi. Anche in presenza di etanolo il nitrato d'argento può formare un composto chimico esplosivo, con caratteristiche detonanti, come il fulminato d'argento.